# 胡雪珠
胡雪珠（1948年—），本名胡小妹，曾任中國電視公司董事長兼總經理，中視新聞資深主播，亦曾擔任中視新聞部經理、旺台兩岸互信基金會執行長等。

## 學歷
- 國防大學政治作戰學院新聞系

## 經歷
- 中視新聞部記者（1972年）
- 三台聯播節目暨公共電視節目《新聞眼》主持人（1981年9月7日－？）
- 中視氣象台國語氣象主播[2]
- 中視新聞部主播
- 中視新聞部採訪主任
- 中視新聞部副理
- 中視衛星傳播新聞部總監（1997年－？）[3][4]
- 中視新聞部經理（2001年1月1日－？）
- 中視副總經理
- 中視新聞台執行長[5]
- 中視新聞部總監
- 中國電視公司總經理（2017年3月8日－2024年12月25日）
- 中國電視公司董事長（2020年11月9日－2024年12月25日）

## 現任
- 中視愛心基金會董事長兼執行長
- 蔡衍明愛心基金會執行長
- 旺台兩岸互信基金會執行長

## 家庭成員
- 胡雪珠在家中排行老十，七位兄姊留在中國大陸、兩個哥哥在台灣。
- 胡雪珠姪子胡海鷗，1952年出生於上海市，經濟學博士，上海交通大學管理學院經濟與金融系教授、博士生導師。

## 近況
- 2020年11月6日，中視原董事長邱佳瑜因中天新聞台不予換照事件，遭到中視董事會解職；11月9日，中視召開董事會，董事長改由現任總經理胡雪珠兼任，成為中視第3位女性董事長。[6]
- 2024年12月25日應屆齡退休，2024年12月26日中視召開董事會，董事長改由前中天新聞當家主播盧秀芳董事長兼任總經理。現任中視愛心基金會董事長兼執行長、蔡衍明愛心基金會執行長、旺台兩岸互信基金會執行長。